# Кузьминка (приток Славянки)

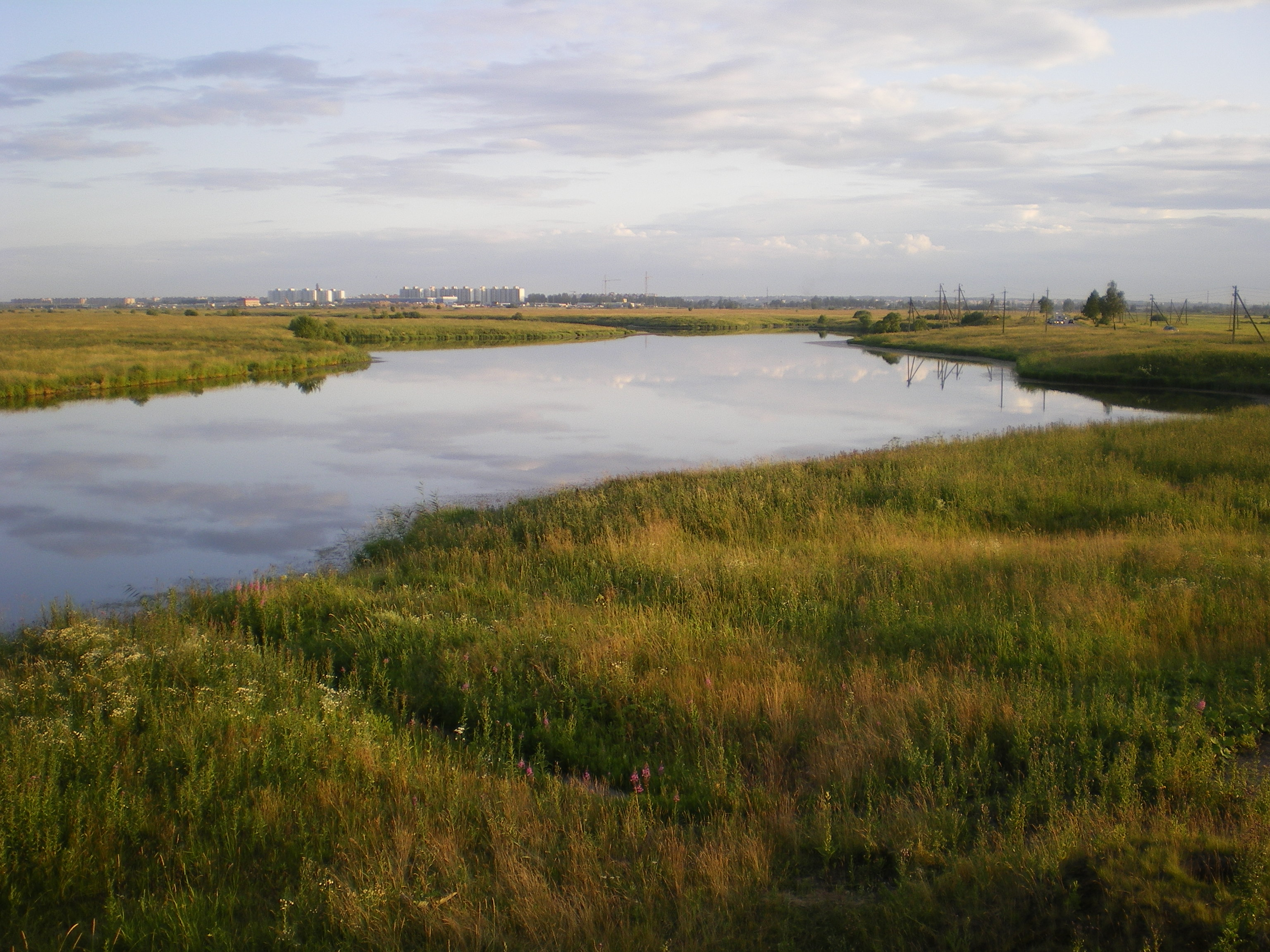
Нижнее Кузьминское водохранилище, вид с Моста глупости

Кузьминка — северный приток реки Славянки, которая, в свою очередь, является южным притоком Невы. Течёт с запада на восток, с юга огибая Пулковские высоты. Ныне практически полностью находится в городской черте Санкт-Петербурга. Исток реки находится к западу от Пушкина в заболоченном лесу (Кондакопшинском болоте) близ Кондакопшина, а устье в поселке Петро-Славянка в 5,4 км от Невы. Вблизи устья сооружена плотина, создавшая масштабный разлив среди шушарско-колпинских полей, который называют Нижним Кузьминским водохранилищем. При этом выше по течению в посёлке Ленсоветовский имеется ещё одна плотина, к которой прилегает Среднее Кузьминское водохранилище, а ещё выше у посёлка Александровская — следующая плотина, к которой прилегает Верхнее Кузьминское водохранилище.
Длина реки составляет 22 км (по данным РГИС — 26,937 км), площадь водосборного бассейна 107 км². Древнее название реки — Киоке, а также Чёрная (швед. Tschorna) на карте 1827 года топографа Бергенгейма. В XVIII веке по Кузьминке проходила граница между Пулково и Царским Селом.

## Мосты

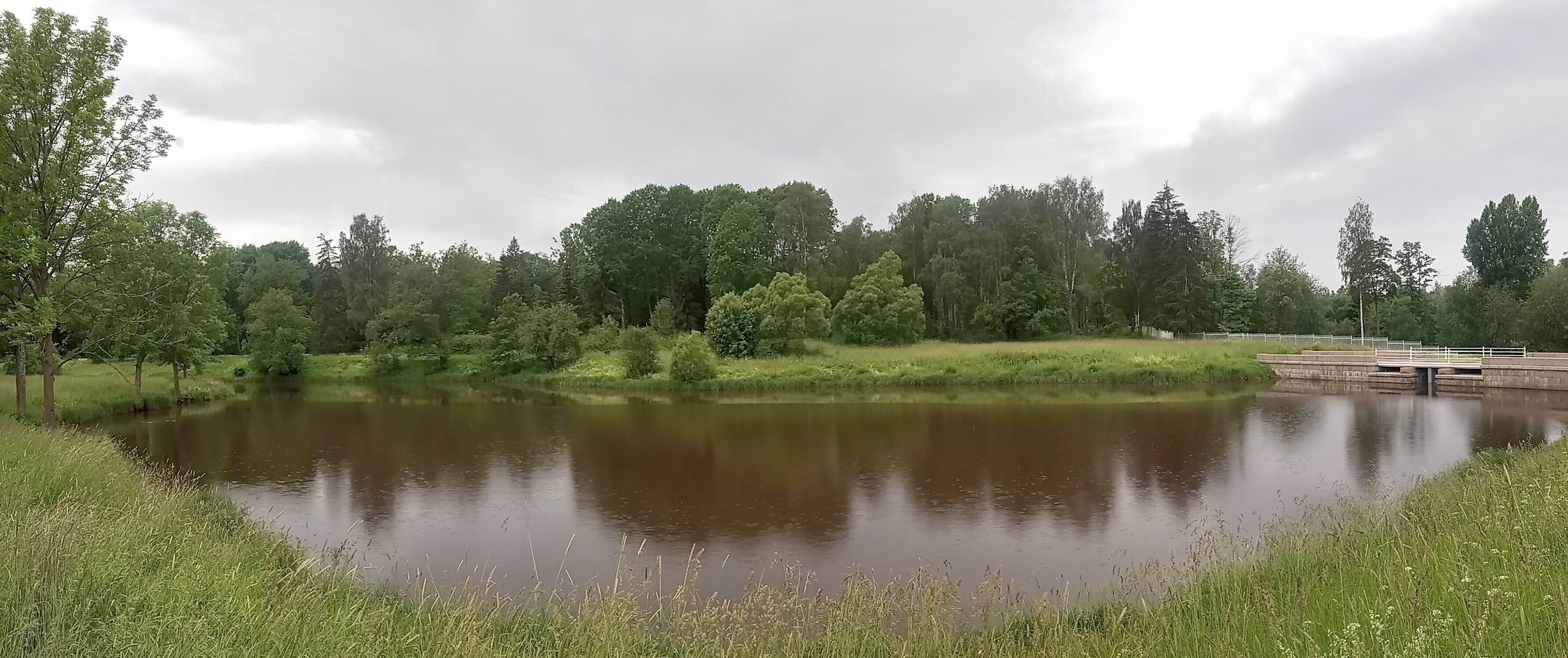
Ламские пруды и плотина на окраине Александровского парка

Через реку сооружено несколько мостов. Первый от истока — Соболевский мост по Красносельскому шоссе (Пушкинский район). Второй (безымянный) пешеходно-автомобильный мост на реке расположен на территории Парк-отеля «Потёмкин». Вблизи от него (190 метров вниз по течению), уже в Баболовском парке, устроена мост-плотина, выше которой образовался разлив реки. Кроме неё, в Баболовском парке через реку перекинуты ещё три металлических моста на пешеходных дорожках.
Следующий автомобильный мост — Баболовский — расположен в городе Пушкине на дороге на Александровку, которая является границей между Баболовским и Александровским парками. Этот мост каменный и облицован гранитом. В Александровском парке имеются три металлических моста через реку Кузьминка. Ближайший к Баболовскому парку мост находится в очень плохом состоянии — металлический пролёт прогнил, движение по мосту ограничено даже для пешеходов. Следующий мост расположен на продолжении Еловой аллеи к Арсеналу и является границей между Ламскими прудами. Последний мост в парке на февраль 2012 года закрыт для прохода, так как находится в аварийном состоянии — металлический пролёт проржавел насквозь. Ниже по течению реки построена плотина, благодаря которой в долине реки образовались Ламски́е пруды. По гребню плотины проходит пешеходная дорожка.
Следующий мост — Александровский — автомобильный, с тротуарами по обе стороны, находится в поселке Александровская на Кузьминском шоссе. В 2008—2009 гг. мост был полностью перестроен на прежнем месте. На территории посёлка Александровская устроены три самодельных пешеходных моста из «подручных материалов» и пешеходный мостик, с железобетонным покрытием, соединяющий две части Широкой улицы. На северной границе посёлка Александровская, на пересечении реки с бывшей железнодорожной подъездной веткой к Императорскому павильону (ныне эта действующая подъездная ветка к Александровскому заводу в городе Пушкин), под высокой железнодорожной насыпью река пропущена в водопропускной трубе с гранитной облицовкой. Далее по течению следуют устои разрушенного железнодорожного моста второго ответвления императорской ветки. Ниже по течению реки, где река вновь проходит по территории города Пушкин, построена большая земляная плотина с бетонным водосбросом. Со стороны образовавшегося водохранилища тело плотины облицовано бетонными плитами. По гребню плотины устроен проезд.
По следующему (безымянному) автомобильному мосту проходит дорога в Санкт-Петербург — Петербургское шоссе. В 2010 году мост был кардинально перестроен — расширен с двух до шести полос для автомобильного транспорта.
Далее на восток Кузьминка пересекает Малую Октябрьскую железную дорогу, железнодорожную ветку Витебского направления Октябрьской железной дороги, Московское шоссе и Софийскую улицу на её новом магистральном участке до Колпино, запущенном в 2009 году. Улица пересекает широкое Нижнее Кузьминское водохранилище в двух местах по двум мостам. На трассе применены спорные инженерные решения, параллельный реке автомобильный проезд дорожной развязки под северным мостом оказался слишком низким, что привело к многочисленным авариям и отдельной известности данного моста под народным названием Мост глупости.

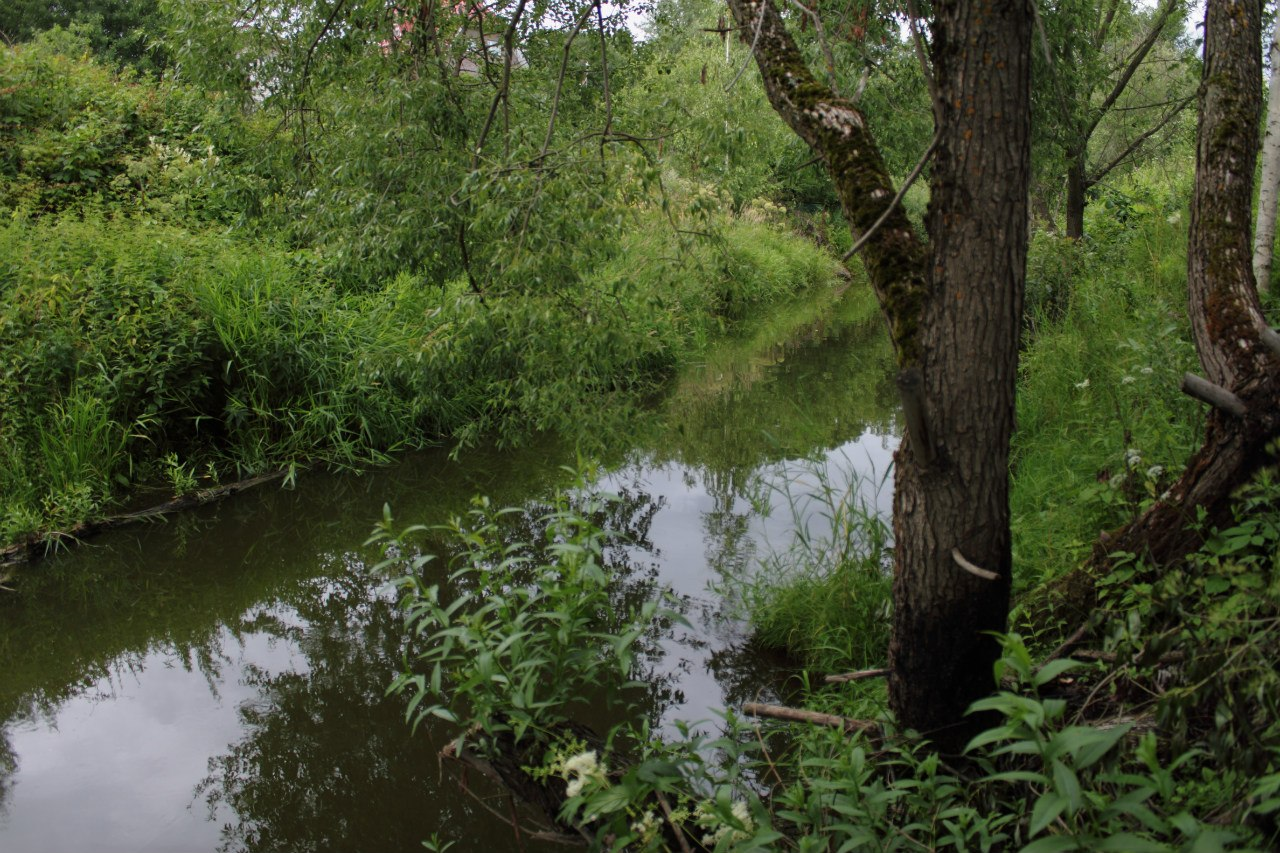
Кузьминка в Петро-Славянке при впадении в реку Славянку

## Достопримечательности
Река огибает Царское Село с севера и протекает по Баболовскому и Александровскому парку, где образует каскад Ламских прудов. В районе Петербургского шоссе расположен мемориал «Ополченцы» (1966) и, к востоку, Кузьминское кладбище (Пушкин) и Буферный парк.
Недалеко от плотины находится крест воздвигнутый на месте храма Преподобного Серафима Саровского, строившегося в начале 20-го века трудами и попечением Анны Александровны Вырубовой, в котором было погребено тело Григория Распутина.

## Топонимия
В XVIII—XX веке на южном берегу реки располагалась деревня Большое Кузьмино (Пушкин), территория которой впоследствии вошла в северные пределы города Пушкин. Предположительно, название деревни связано с рекой, а название кладбища, Кузьминских ворот и Кузьминского шоссе — с деревней.

## Данные водного реестра
По данным государственного водного реестра России относится к Балтийскому бассейновому округу, водохозяйственный участок реки — Нева, речной подбассейн реки — Нева и реки бассейна Ладожского озера (без подбассейна Свирь и Волхов, российская часть бассейнов). Относится к речному бассейну реки Нева (включая бассейны рек Онежского и Ладожского озера).
Код объекта в государственном водном реестре — 01040300312102000008982.